# Гаргало
Гаргало (итал. Gargallo) је насеље у Италији у округу Новара, региону Пијемонт.
Према процени из 2011. у насељу је живело 1869 становника. Насеље се налази на надморској висини од 402 м.

## Становништво
| 1936. | 1951. | 1961. | 1971. | 1981. | 1991. | 2001. | 2011. |
| ----- | ----- | ----- | ----- | ----- | ----- | ----- | ----- |
| 943   | 1.042 | 1.154 | 1.436 | 1.592 | 1.557 | 1.673 | 1.869 |